# Shenzhou 9
Shenzhou 9 – załogowa misja w ramach chińskiego programu kosmicznego. Jednym z członków trójosobowej załogi była kobieta, Liu Yang – pierwsza chińska astronautka. Lot odbył się 16-29 czerwca 2012 roku.
Była to druga misja do niewielkiego chińskiego modułu orbitalnego Tiangong 1, wyniesionego na orbitę 29 września 2011 roku. Po raz pierwszy z załogą. Głównym celem lotu było ponowne sprawdzenie urządzeń do cumowania do innego obiektu znajdującego się na orbicie, w tym przeprowadzenie ręcznego cumowania. Załoga przeszła na pokład modułu Tiangong 1 i przebywała na nim przez kilka dni. Całość misji trwała około 13 dni.
W 2013 r. odbyła się kolejna i ostatnia misja do modułu Tiangong 1 przeprowadzona przez statek Shenzhou 10.

## Załoga
Składy załóg oraz datę startu media podały 11 czerwca 2012. Do obydwu załóg jako dowódcy zostali wyznaczeni weterani poprzednich misji Shenzhou, a także po jednej astronautce. Oficjalne ogłoszenie składu załogi oraz jej prezentacja odbyły się podczas konferencji prasowej na dzień przed startem.

### Podstawowa
- Jing Haipeng (2) – dowódca
- Liu Wang (1)
- Liu Yang (1)

### Rezerwowa
- Nie Haisheng (2) – dowódca
- Zhang Xiaoguang (1)
- Wang Yaping (1)

## Przygotowania do startu
- 9.04.2012 – Statek Shenzhou 9 został dostarczony na kosmodrom (Centrum Startowe Satelitów Jiuquan)[2].
- 9.05.2012 – Dostarczono na kosmodrom rakietę nośną Chang Zheng 2F.
- 9.06.2012 – Rakieta została ustawiona na stanowisku startowym nr 921[3].
- 15.06.2012 – Na konferencji prasowej oficjalnie ogłoszono datę startu i skład załogi[4]; rozpoczęto tankowanie rakiety.

## Przebieg lotu
- 16.06.2012 – Start o godz. 10:37 UTC[5].
- 18.06.2012 – Shenzhou 9 połączył się automatycznie z modułem Tiangong 1[6]. Po około 3 godzinach załoga przeszła na jego pokład[7].
- 24.06.2012 – Shenzhou 9 odcumował od modułu Tiangong 1, oddalił się na odległość ok. 300 m, a następnie przeprowadzono ponowne cumowanie, tym razem w trybie ręcznym[8].
- 28.06.2012 – Shenzhou 9 ostatecznie odcumował od modułu Tiangong 1 przygotowując się do powrotu na Ziemię.
- 29.06.2012 – Kabina załogowa statku Shenzhou 9 wylądowała bezpiecznie na terenie Mongolii Wewnętrznej w Chinach[9].